# Greasy Truckers Live at Dingwalls Dance Hall
Greasy Truckers Live at Dingwalls Dance Hall è un doppio album dal vivo di artisti vari, pubblicato dalla Caroline nel 1973.

## Descrizione
Il titolo presenta l'intero album come tratto da un concerto tenuto presso la Dingwalls Dance Hall di Camden Town a Londra l'8 ottobre 1973, da quattro gruppi – Camel, Global Village Trucking Company, Henry Cow e Gong – a ciascuno dei quali è riservata una delle facciate del doppio LP. Le note di copertina precisano tuttavia che il concerto in questione, iniziato con ritardo per problemi organizzativi, superò l'orario concordato dai relativi permessi e dovette perciò interrompersi quando soltanto le prime due formazioni avevano completato la loro esibizione e gli Henry Cow erano saliti sul palco da pochi minuti; i Gong, ultimi in scaletta, non suonarono affatto. l'album venne perciò completato con materiale tratto da altre registrazioni egualmente effettuate dal vivo dalle due band escluse dalla serata.
- I Camel eseguono una jam in tre parti dal titolo: God of Light Revisited, mai incisa in studio ma pubblicata in seguito su varie raccolte, in questa stessa versione o in altre egualmente registrate dal vivo e talvolta indicate come: Homage to the God of Light.

- La Global Village Trucking Company – sorta di gruppo-comune di base a Sotherton nel Norfolk – suona quattro brani che, al di fuori di questo disco, riapparvero soltanto in una raccolta pubblicata nel 2021 e anche in quel caso tratti da questo concerto.[2]

- I pezzi degli Henry Cow, in accordo con lo spirito dell'album, sono improvvisazioni libere registrate dal vivo e senza sovraincisioni presso il Manor Studio di proprietà di Richard Branson, a Shipton-on-Cherwell nell'Oxfordshire[1], più o meno nello stesso periodo del concerto di Camden; lo stesso materiale comparve in seguito come bonus track in tutte le edizioni su CD del loro album dal vivo Concerts (1976).[3]

- Le due tracce dei Gong, stando alle note di copertina, risultano tratte rispettivamente da un festival svoltosi a Tabarka (Tunisia) nel giugno del 1973 e da un concerto tenuto in ottobre, come quello che dà il titolo al disco, ma alla City Hall di Sheffield.[1] Entrambe le tracce all'ascolto si rivelano montaggi di vari frammenti di improvvisazioni che, secondo altre fonti, potrebbero in parte provenire anche da altri concerti.[4] I primi due minuti circa della traccia Part 32 Floating Anarchy consistono in un assolo di batteria di Pierre Moerlen.[1]

## Tracce
Lato A
1. Camel – God of Light Revisited – Parts One, Two & Three – 19:10 (Peter Bardens, Andy Latimer)

Lato B
1. Henry Cow – Off The Map – 8:22
2. Henry Cow – Cafe Royal solo guitar – 3:21 (musica: Frith)
3. Henry Cow – Keeping Warm in Winter / Sweet Heart of Mine – 9:59 (Frith, John Greaves, Henry Cow)

Lato C
1. Global Village Trucking Company – Look into Me – 7:55 (Jon Owen, Nick Prater)
2. Global Village Trucking Company – Earl Stonham (The Gunslinger) – 3:47 (Owen)
3. Global Village Trucking Company – You're a Floozy Madame Karma (But I Love Your Lowdown Ways) – 5:37 (Owen, David Apthorp)
4. Global Village Trucking Company – Everybody Needs a Good Friend – 6:10 (Owen)

Lato D
1. Gong – General Flash of the United Hallucinations – 14:01 (Gong)
2. Gong – Part 32 Floating Anarchy – 6:31 (Gong)

## Formazioni
Camel
- Peter Bardens – organo, voce
- Doug Ferguson – basso
- Andrew Latimer – chitarra, voce
- Andy Ward – batteria

Henry Cow
- Chris Cutler – batteria, voce
- Fred Frith – chitarra, violino, voce
- John Greaves – basso, piano, voce
- Tim Hodgkinson – piano, organo, clarinetto, sassofono alto, voce
- Geoff Leigh – sassofono tenore, sassofono soprano, flauto, clarinetto, recorder

Global Village Trucking Company
- Jon Owen – voce, chitarra a 12 corde
- John McKenzie – basso
- Mike Medora – chitarra
- Jimmy Lascelles – organo, piano
- Simon Stewart-Richardson – batteria

Gong
- Daevid Allen (Dingo Virgin) – voce, chitarra
- Gilli Smyth (Shakti Yoni) – voce
- Steve Hillage (Stevie Hillside-Village) – chiitarra
- Mike Howlett (Mr T Being) – basso
- Tim Blake (Hi T Moonweed) – tastiere
- Didier Malherbe (Bloomdido Bad De Grass) – flauto
- Pierre Moerlen (Pierre De Strasbourg) – batteria